# Klegen (Grabag)
Klegen is een bestuurslaag in het regentschap Magelang van de provincie Midden-Java, Indonesië. Klegen telt 1229 inwoners (volkstelling 2010).